# Sandra & Andres

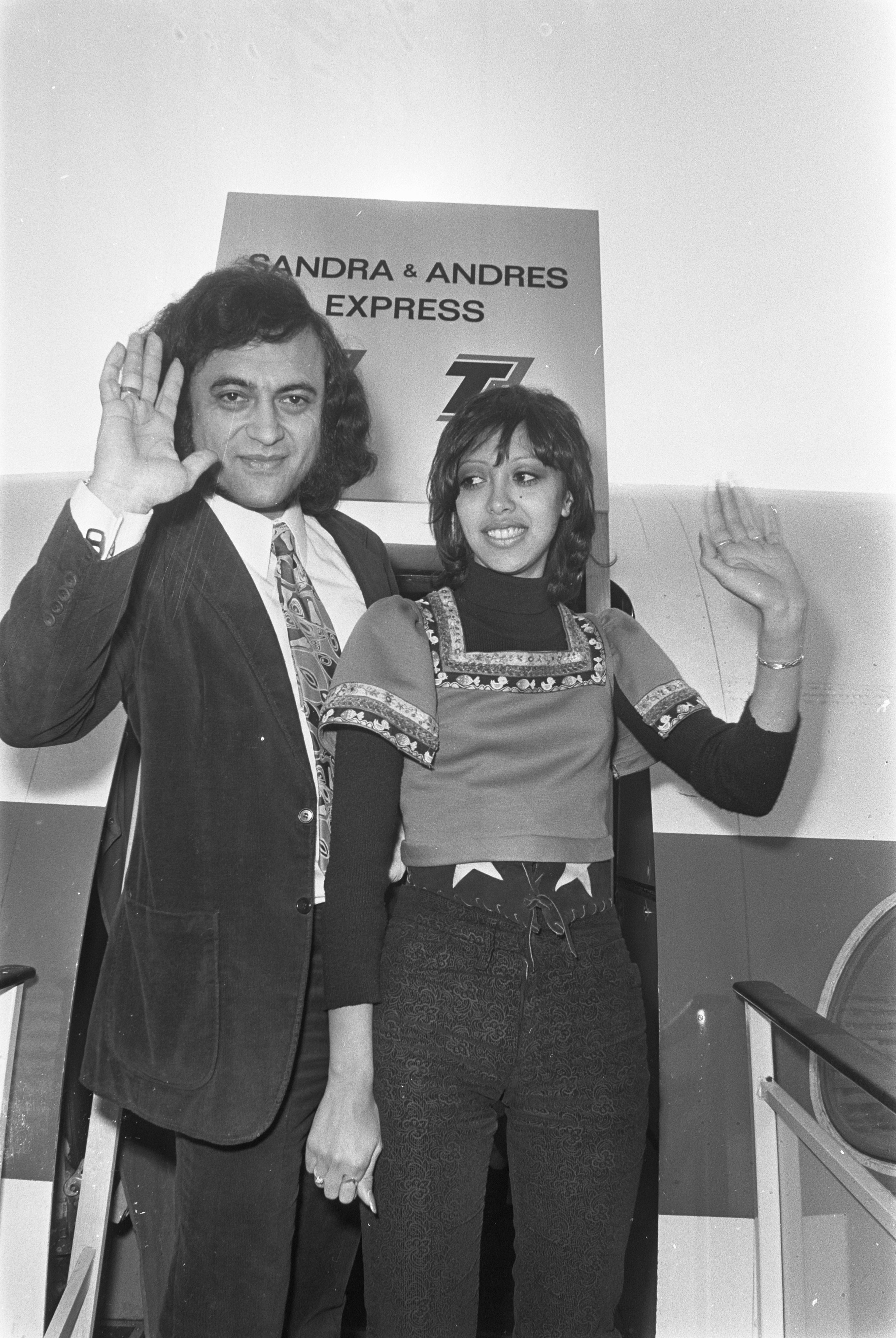
Sandra & Andres op Schiphol, op weg naar Edinburgh voor het Eurovisiesongfestival 1972

Sandra & Andres is de naam waaronder zangeres Sandra Reemer en zanger-componist Dries Holten in de periode van 1966 tot 1975 samen optraden. Ze waren in 1966 bij elkaar gebracht door Hans van Hemert in Utrecht.
Als duo behaalden zij een vierde plaats tijdens het Eurovisiesongfestival van 1972 met Als het om de liefde gaat. Winnaar dat jaar was de inzending van Luxemburg: Vicky Leandros met Après toi.
In 1975 verbrak Holten de samenwerking en vormde met Rosy Pereira een nieuw duo: Rosy & Andres. Sandra Reemer ging verder als solozangeres en tv-presentatrice. Zij heeft twee keer solo aan het Eurovisiesongfestival deelgenomen. In 1976 met The party's over, waarmee ze op de 9e plaats kwam en in 1979 onder de naam Xandra met Colorado. Met dat laatste nummer bereikte ze de 12e plaats.
Reemer overleed op 6 juni 2017 op 66-jarige leeftijd en Holten op 15 april 2020 op 84-jarige leeftijd.

## Discografie

### Albums
| Album met eventuele hitnotering(en) in de Nederlandse Album Top 100 | Datum van verschijnen | Datum van binnenkomst | Hoogste positie | Aantal weken | Opmerkingen |
| ------------------------------------------------------------------- | --------------------- | --------------------- | --------------- | ------------ | ----------- |
| Storybook Children                                                  | 1968                  |                       |                 |              |             |
| Happy Together                                                      | 1969                  |                       |                 |              |             |
| Let us sing together                                                | 1971                  | 08-05-1971            | 19              | 14           |             |
| Als Het Om De Liefde Gaat                                           | 1972                  |                       |                 |              |             |
| True Love                                                           | 1973                  |                       |                 |              |             |
| 5 Jaar Top 10                                                       | 1973                  |                       |                 |              |             |
| Yum Yum                                                             | 1974                  |                       |                 |              |             |
| The Best Of                                                         | 1975                  |                       |                 |              |             |

### Singles
| Single met eventuele hitnotering(en) in de Nederlandse Top 40 | Datum van verschijnen | Datum van binnenkomst | Hoogste positie | Aantal weken | Opmerkingen                                      |
| ------------------------------------------------------------- | --------------------- | --------------------- | --------------- | ------------ | ------------------------------------------------ |
| Storybook children                                            | 1968                  | 16-03-1968            | 9               | 13           |                                                  |
| Somethin' in my heart                                         | 1968                  | 20-07-1968            | tip             | -            |                                                  |
| Reaching for the moon                                         | 1969                  | 27-12-1969            | tip             | -            |                                                  |
| Let us pray together                                          | 1970                  | 20-06-1970            | 5               | 8            | Alarmschijf                                      |
| Love is all around                                            | 1970                  | 07-11-1970            | 5               | 12           |                                                  |
| Those words                                                   | 1971                  | 27-03-1971            | 5               | 10           |                                                  |
| Que je t'aime                                                 | 1971                  | 14-08-1971            | 8               | 7            | Alarmschijf                                      |
| Mary Madonna                                                  | 1971                  | 06-11-1971            | 12              | 7            |                                                  |
| Als het om de liefde gaat                                     | 1972                  | 04-03-1972            | 3               | 10           | Alarmschijf                                      |
| Mama mia                                                      | 1972                  | 16-09-1972            | 12              | 6            | Alarmschijf                                      |
| Auntie                                                        | 1972                  | 18-11-1972            | 4               | 9            | met Demis Roussos & Vicky Leandros / Alarmschijf |
| Aime-moi                                                      | 1973                  | 17-03-1973            | 12              | 7            |                                                  |
| Dzjing boem!                                                  | 1973                  | 15-12-1973            | 33              | 4            |                                                  |
| True love                                                     | 1974                  | 16-02-1974            | 21              | 5            |                                                  |
| You believed                                                  | 1974                  | 01-06-1974            | 14              | 6            |                                                  |
| Oh, nous sommes très amoureux                                 | 1975                  | 01-03-1975            | 28              | 2            |                                                  |

1956: Jetty Paerl + Corry Brokken · 
1957: Corry Brokken · 
1958: Corry Brokken · 
1959: Teddy Scholten · 
1960: Rudi Carrell · 
1961: Greetje Kauffeld · 
1962: De Spelbrekers · 
1963: Annie Palmen · 
1964: Anneke Grönloh · 
1965: Conny Vandenbos · 
1966: Milly Scott · 
1967: Thérèse Steinmetz · 
1968: Ronnie Tober · 
1969: Lenny Kuhr · 
1970: Hearts of Soul · 
1971: Saskia & Serge · 
1972: Sandra & Andres · 
1973: Ben Cramer · 
1974: Mouth & MacNeal · 
1975: Teach-In · 
1976: Sandra Reemer · 
1977: Heddy Lester · 
1978: Harmony · 
1979: Xandra · 
1980: Maggie MacNeal · 
1981: Linda Williams · 
1982: Bill van Dijk · 
1983: Bernadette · 
1984: Maribelle · 
1986: Frizzle Sizzle · 
1987: Marcha · 
1988: Gerard Joling · 
1989: Justine Pelmelay · 
1990: Maywood · 
1992: Humphrey Campbell · 
1993: Ruth Jacott · 
1994: Willeke Alberti · 
1996: Maxine & Franklin Brown · 
1997: Mrs. Einstein · 
1998: Edsilia Rombley · 
1999: Marlayne · 
2000: Linda Wagenmakers · 
2001: Michelle · 
2003: Esther Hart · 
2004: Re-union · 
2005: Glennis Grace · 
2006: Treble · 
2007: Edsilia Rombley · 
2008: Hind · 
2009: Toppers · 
2010: Sieneke · 
2011: 3JS · 
2012: Joan Franka · 
2013: Anouk · 
2014: The Common Linnets · 
2015: Trijntje Oosterhuis · 
2016: Douwe Bob ·
2017: OG3NE · 
2018: Waylon · 
2019: Duncan Laurence · 
2021: Jeangu Macrooy · 
2022: S10 ·
2023: Mia Nicolai & Dion Cooper ·
2024: Joost Klein ·
2025: Claude